# هیشم
هیشم (به انگلیسی: Heysham) یک روستا در بریتانیا است که در لانکاشر واقع شده‌است. هیشم ۱۷٬۰۱۶ نفر جمعیت دارد.